# Vladímir Semiónov
Vladímir Semiónov   (Moscou, 10 de maig de 1938 - Moscou, 21 de novembre de 2016) fou un waterpolista rus que va competir sota bandera soviètica durant les dècades de 1960 i 1970.
El 1960 va prendre part en els Jocs Olímpics d'Estiu de Roma, on guanyà la medalla de plata en la competició del waterpolo. Quatre anys més tard, als Jocs de Tòquio, guanyà la medalla de bronze en la competició del mateixa competició. El 1968, a Ciutat de Mèxic, va disputar els seus tercers i darrers Jocs Olímpics, tot guanyant la medalla de plata en la competició de waterpolo.
En el seu palmarès també destaquen tres medalles al Campionat d'Europa de waterpolo, de bronze el 1958 i d'or el 1966 i 1970. A nivell de clubs guanyà les lligues soviètiques de 1963 a 1967, 1970 i 1971.
Una vegada retirat exercí d'entrenador de waterpolo.